# Bourg, Gironde
Bourg är en kommun i departementet Gironde i regionen Nouvelle-Aquitaine i sydvästra Frankrike. Kommunen ligger i kantonen Bourg som tillhör arrondissementet Blaye. År 2022 hade Bourg 2 264 invånare.

## Befolkningsutveckling
Antalet invånare i kommunen Bourg
Referens:INSEE